# Aleksander Topczak
Aleksander Topczak (ur. 10 stycznia 1947 w Ignacowie, zm. 2014) – generał brygady Wojska Polskiego.

## Życiorys
Absolwent Liceum Ogólnokształcącego w Ostrzeszowie, Wyższej Szkoły Oficerskiej Wojsk Zmechanizowanych we Wrocławiu, Akademii Sztabu Generalnego im. gen. broni Karola Świerczewskiego w Rembertowie oraz Akademii Sztabu Generalnego Sił Zbrojnych ZSRR im. K.J. Woroszyłowa w Moskwie. Piastował funkcję między innymi dowódcy 9 Pułku Zmechanizowanego w Stargardzie Szczecińskim. W latach 1981–1984 był zastępcą dowódcy do spraw liniowych i szefem sztabu-zastępcą dowódcy 8 Dywizji Zmechanizowanej w Koszalinie. Od 1986 roku był dowódcą 20 Warszawskiej Dywizji Pancernej im. Konstantego Rokossowskiego w Szczecinku. W 1991 roku został awansowany na generała brygady. W latach 1992–2001 był szefem szkolenia i szefem sztabu Śląskiego Okręgu Wojskowego we Wrocławiu.
Został pochowany 29 kwietnia 2014 roku na cmentarzu w Ostrzeszowie.

## Ordery i odznaczenia
- Krzyż Komandorski Orderu Odrodzenia Polski
- Krzyż Oficerski Orderu Odrodzenia Polski
- Krzyż Kawalerski Orderu Odrodzenia Polski